# Bienna Jets 2022
Questa voce raccoglie le informazioni riguardanti i Bienna Jets nelle competizioni ufficiali della stagione 2022.

## Lega B 2022

### Stagione regolare
| Lucerna 10 aprile 2022, ore 14:00 1ª giornata | Luzern Lions | 33 – 13 referto | Bienna Jets | Stadion Allmend\| Arbitro: \| Böni \| |
| Arbitro:                                      | Böni         |                 |             |                                       |

| Bienne 18 aprile 2022, ore 14:00 2ª giornata | Bienna Jets | 12 – 22 referto | Argovia Pirates | Sportplatz Mettmoos\| Arbitro: \| Wagner \| |
| Arbitro:                                     | Wagner      |                 |                 |                                             |

| San Gallo 24 aprile 2022, ore 14:30 3ª giornata | Sankt Gallen Bears | 28 – 7 referto | Bienna Jets | Stadion Gründenmoos\| Arbitro: \| Birnbaum \| |
| Arbitro:                                        | Birnbaum           |                |             |                                               |

| Friburgo 8 maggio 2022, ore 14:00 5ª giornata | Fribourg Cardinals | 8 – 23 referto | Bienna Jets | Stade du Guintzet\| Arbitro: \| Ducommun \| |
| Arbitro:                                      | Ducommun           |                |             |                                             |

| Plan-les-Ouates 15 maggio 2022, ore 14:00 6ª giornata | Geneva Whoppers | 0 – 50 referto | Bienna Jets | Centre sportif des Cherpines\| Arbitro: \| M. Meier \| |
| Arbitro:                                              | M. Meier        |                |             |                                                        |

| Bienne 22 maggio 2022, ore 14:00 7ª giornata | Bienna Jets | 7 – 28 referto | Luzern Lions | Sportplatz Mettmoos\| Arbitro: \| Fouillet \| |
| Arbitro:                                     | Fouillet    |                |              |                                               |

| Buchs 4 giugno 2022, ore 18:00 9ª giornata | Argovia Pirates | 10 – 42 referto | Bienna Jets | Sportanlage Suhrenmatte\| Arbitro: \| Strähl \| |
| Arbitro:                                   | Strähl          |                 |             |                                                 |

| Bienne 12 giugno 2022, ore 14:30 10ª giornata | Bienna Jets | 7 – 10 referto | Sankt Gallen Bears | Sportplatz Mettmoos\| Arbitro: \| Böni \| |
| Arbitro:                                      | Böni        |                |                    |                                           |

| Bienne 19 giugno 2022, ore 14:30 11ª giornata | Bienna Jets | 37 – 0 referto | Fribourg Cardinals | Sportplatz Mettmoos\| Arbitro: \| Strähl \| |
| Arbitro:                                      | Strähl      |                |                    |                                             |

| Bienne 26 giugno 2022, ore 14:00 12ª giornata | Bienna Jets | 50 – 0 referto | Geneva Whoppers | Sportplatz Mettmoos\| Arbitro: \| B. Meier \| |
| Arbitro:                                      | B. Meier    |                |                 |                                               |

## Statistiche di squadra
| Competizione      | %Vittorie | In casa | In casa | In casa | In casa | In casa | In casa | In trasferta | In trasferta | In trasferta | In trasferta | In trasferta | In trasferta | Totale | Totale | Totale | Totale | Totale | Totale |
| Competizione      | %Vittorie | G       | V       | N       | P       | Pf      | Ps      | G            | V            | N            | P            | Pf           | Ps           | G      | V      | N      | P      | Pf     | Ps     |
| ----------------- | --------- | ------- | ------- | ------- | ------- | ------- | ------- | ------------ | ------------ | ------------ | ------------ | ------------ | ------------ | ------ | ------ | ------ | ------ | ------ | ------ |
| Stagione regolare | .500      | 5       | 2       | 0       | 3       | 113     | 60      | 5            | 3            | 0            | 2            | 135          | 79           | 10     | 5      | 0      | 5      | 248    | 139    |
| Totale            | .500      | 5       | 2       | 0       | 3       | 113     | 60      | 5            | 3            | 0            | 2            | 135          | 79           | 10     | 5      | 0      | 5      | 248    | 139    |